# Sloviansk
Sloviansk (tiếng Ukraina: Слов'янськ) hay Slavyansk (tiếng Nga: Славянск) là một thành phố ở phía đông Ukraina, thuộc tỉnh Donetsk. Thành phố là trung tâm hành chính của huyện Sloviansk. Dân số theo điều tra năm 2001 là 124.829 người.
Trong cuộc xâm lược của Nga vào Ukraina năm 2022, thành phố phải hứng chịu các cuộc tấn công của Nga và phe ly khai Donetsk và Luhansk và gần như sắp bị đánh chiếm bởi Nga. Sau cuộc phản công Kharkiv của Ukraina thì thành phố gần như bị giảm áp lực bởi chiến sự.